# Oliwnik (ptak)
Oliwnik (Androphobus viridis) – gatunek małego ptaka z rodziny trzaskaczy (Psophodidae). Zasiedla wyspowo Nową Gwineę. Nie jest zagrożony wyginięciem.

## Taksonomia
Gatunek po raz pierwszy opisali w 1911 roku angielski ornitolog Walter Rothschild i niemiecki ornitolog, kolekcjoner Ernst Hartert, nadając mu nazwę Androphilus viridis. Jako miejsce typowe odłowu holotypu Rothschild i Hartert wskazali Mount Goliath w Nowej Gwinei Holenderskiej (obecnie Irian Zachodni na Nowej Gwinei). Holotyp, którym jest dorosły samiec pozyskany 9 lutego 1911, wszedł w posiadanie Amerykańskiego Muzeum Historii Naturalnej, gdzie znajdował się przynajmniej do 2005 roku. Oliwnik to jedyny przedstawiciel rodzaju Androphobus opisanego w 1934 roku przez Harterta i Knuda Paludana. Nie wyróżnia się podgatunków.

### Etymologia
- Androphobus: gr. ανηρ anēr, ανδρος andros – mężczyzna, człowiek; φοβος phobos – strach, od φεβομαι phebomai – uciekać[9].
- viridis: łac. viridis – zielony, od virere – być zielonym[10].

## Morfologia
Długość ciała wynosi około 16,5 cm. Upierzenie w większości oliwkowozielone. Wyraźnie wyróżnia się biały pasek podbródkowy kontrastujący z czarniawym gardłem. Lotki są popielate, pokrywy skrzydłowe – ciemnozielone, podobnie jak sterówki. Znamienny jest brak czuba. Wzór upierzenia świadczy o bliskim pokrewieństwie oliwnika z przedstawicielami rodzaju Psophodes.

## Zasięg, ekologia i zachowanie
Oliwniki występują w górach środkowej Nowej Gwinei. Były stwierdzane na wysokości 1400–2800 m n.p.m. w górskich lasach. Są to skryte, niezwracające uwagi ptaki zamieszkujące podszyt. Ich pożywieniem są owady i inne stawonogi. Obserwowano, jak żerują na ziemi i na gałęziach stykających się z gruntem. Brak informacji o głosie i rozrodzie.

## Status i zagrożenia
IUCN od 2021 roku nadaje oliwnikowi status gatunku najmniejszej troski (LC – Least Concern). Wcześniej miał on status gatunku niedostatecznie rozpoznanego (DD, Data Deficient). Według stanu wiedzy z 2019 oliwnik znany jest z 7 lokalizacji w obrębie Nowej Gwinei; w części nie dokonano współcześnie obserwacji. Brak widocznych zagrożeń dla tego gatunku. Zamieszkiwane przez oliwniki lasy nie są poddawane wycince, a ich część – w tym górskie zbocza – jest na tyle niedostępna, że uniemożliwia takową działalność. Według BirdLife International nie ma innych potencjalnych zagrożeń. Brakuje danych między innymi na temat zagęszczenia czy liczebności populacji i jej trendu, wiadomo jedynie, że jest to ptak rzadki.